# Kie Furuyama
Kie Furuyama (古山稀絵), née le 21 juillet 1997 à Ōta, est une coureuse cycliste japonaise. Elle est championne d'Asie de la poursuite par équipes en 2018. À cette occasion, elle a battu avec l'équipe japonaise le record d'Asie de poursuite par équipes sur 4 000 mètres, en 4 min 22 s 138. Elle échoue à se qualifier pour les Jeux olympiques de Tokyo en 2021, puis arrête sa carrière en novembre 2023.

## Palmarès

### Championnats du monde
- Astana 2015
  -  Médaillée de bronze de la poursuite par équipes juniors
- Apeldoorn 2018
  - 9e de la poursuite par équipes
- Pruszków 2019
  - 11e de l'américaine
- Glasgow 2023
  - 22e de la poursuite individuelle

### Coupe des nations
- 2021
  - 2e de la poursuite à Hong Kong
  - 3e de l'américaine à Hong Kong

### Championnats d'Asie
- New Dehli 2017
  -  Médaillée de bronze de l'américaine (avec Yumi Kajihara)
- Nilai 2018
  -  Championne d'Asie de la poursuite par équipes (avec Kisato Nakamura, Yuya Hashimoto et Yumi Kajihara)
- Jakarta 2019
  -  Championne d'Asie de l'américaine (avec Yumi Kajihara)
  -  Médaillée d'argent de la poursuite par équipes
- Jincheon 2020
  -  Championne d'Asie du scratch
  -  Médaillée de bronze de la poursuite par équipes
- New Delhi 2022
  -  Championne d'Asie de l'américaine (avec Tsuyaka Uchino)
  -  Médaillée d'argent de la poursuite
  -  Médaillée d'argent de la course scratch

### Championnats nationaux
- Championne du Japon de poursuite par équipes en 2018 et 2023
- Championne du Japon de poursuite individuelle en 2021